# Bustul lui Gheorghe Flondor din Rădăuți

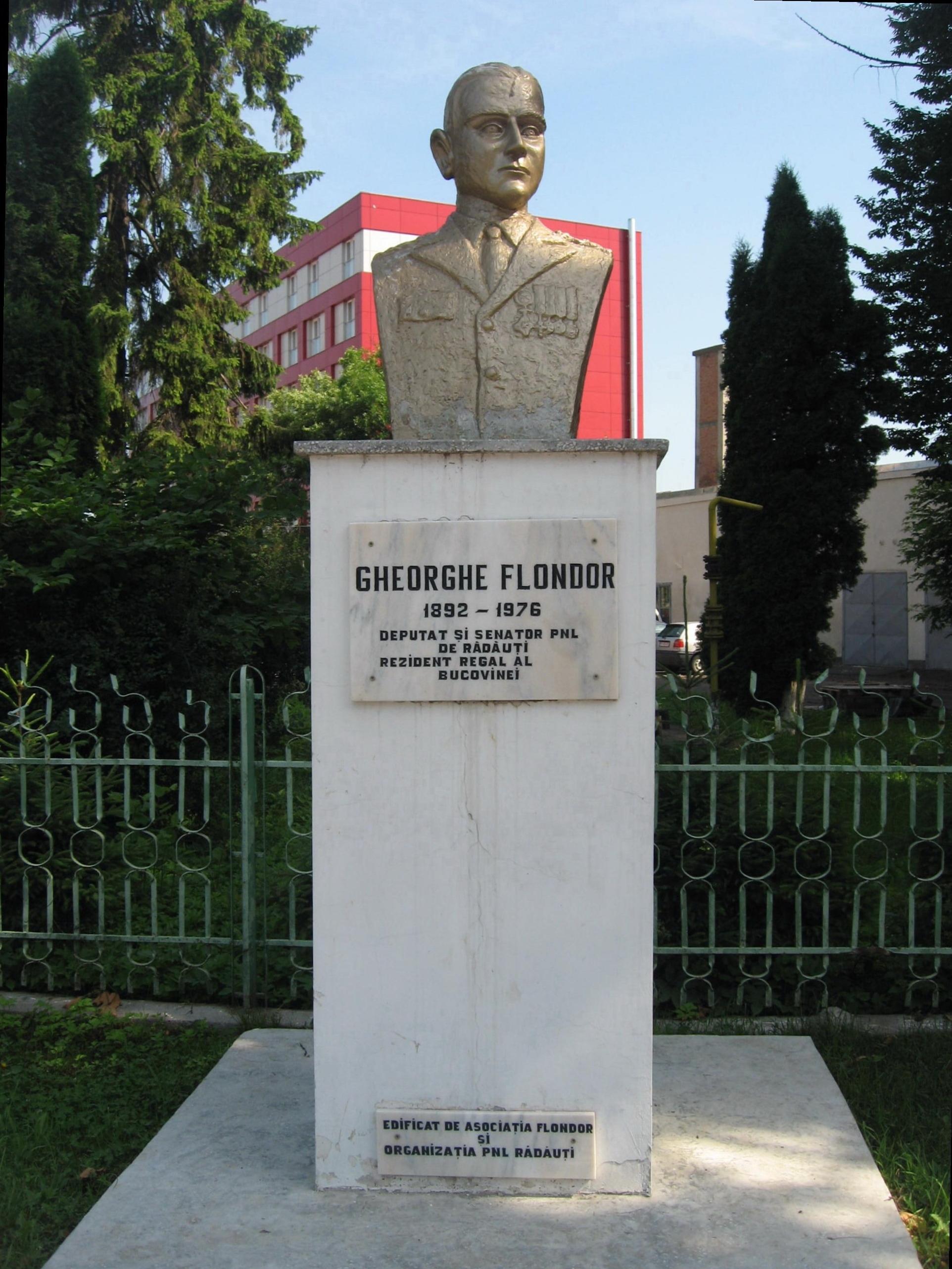
Bustul lui Gheorghe Flondor din Rădăuţi.

Bustul lui Gheorghe Flondor din Rădăuți este un bust ridicat în memoria omului politic Gheorghe Flondor, amplasat în orașul Rădăuți (județul Suceava).

## Personalitatea lui Gheorghe Flondor
Gheorghe Flondor (1892-1976) a fost un om politic bucovinean, fiind fiul compozitorului Tudor de Flondor și nepotul de frate al lui Iancu Flondor, conducător al Partidului Național Român din Bucovina și viitor președinte al Adunării Constituante care a votat Unirea Bucovinei cu România. 
După absolvirea studiilor juridice la Facultatea de Drept de la Viena și la Universitatea din Praga, a fost mobilizat în armata austro-ungară, luptând în primul război mondial. A fost rănit pe front și decorat cu înalte distincții militare. Înscris în PNL în 1923, a fost ales ca deputat de Rădăuți în Parlamentul României (1927-1935) și apoi senator PNL de Rădăuți (1935-1937).
Gheorghe Flondor a îndeplinit de asemenea și funcția de președinte al Camerei Agricole Rădăuți. În februarie 1939 a fost numit în funcția de Rezident Regal al Ținutului Sucevei (cu reședința la Cernăuți). În urma ultimatumului sovietic din iunie 1940, Basarabia și nordul Bucovinei au fost încorporate de către Uniunea Sovietică. La data de 28 iunie 1940, la douăzeci și doi de ani de la Unirea patronată de Iancu Flondor, actul de cedare a fost îndeplinit tot de un Flondor. Activitatea sa de Rezident Regal și-a încheiat-o la 23 septembrie 1940 în orașul Vatra Dornei.
După părăsirea Bucovinei de Nord, Gheorghe Flondor se retrage din orice activitate politică și se stabilește în orașul Sibiu. Regimul comunist îl va pune la stâlpul infamiei pentru vina de a fi fost rezident regal. În anul 1952 a fost arestat, fiind judecat și condamnat de către Tribunalul Militar al Regiunii a II-a la 10 ani temniță grea într-un proces public din anul 1956. 
Eliberat din închisoare în anul 1962, Gheorghe Flondor a încetat din viață la data de 26 aprilie 1976 în orașul București.

## Amplasarea bustului

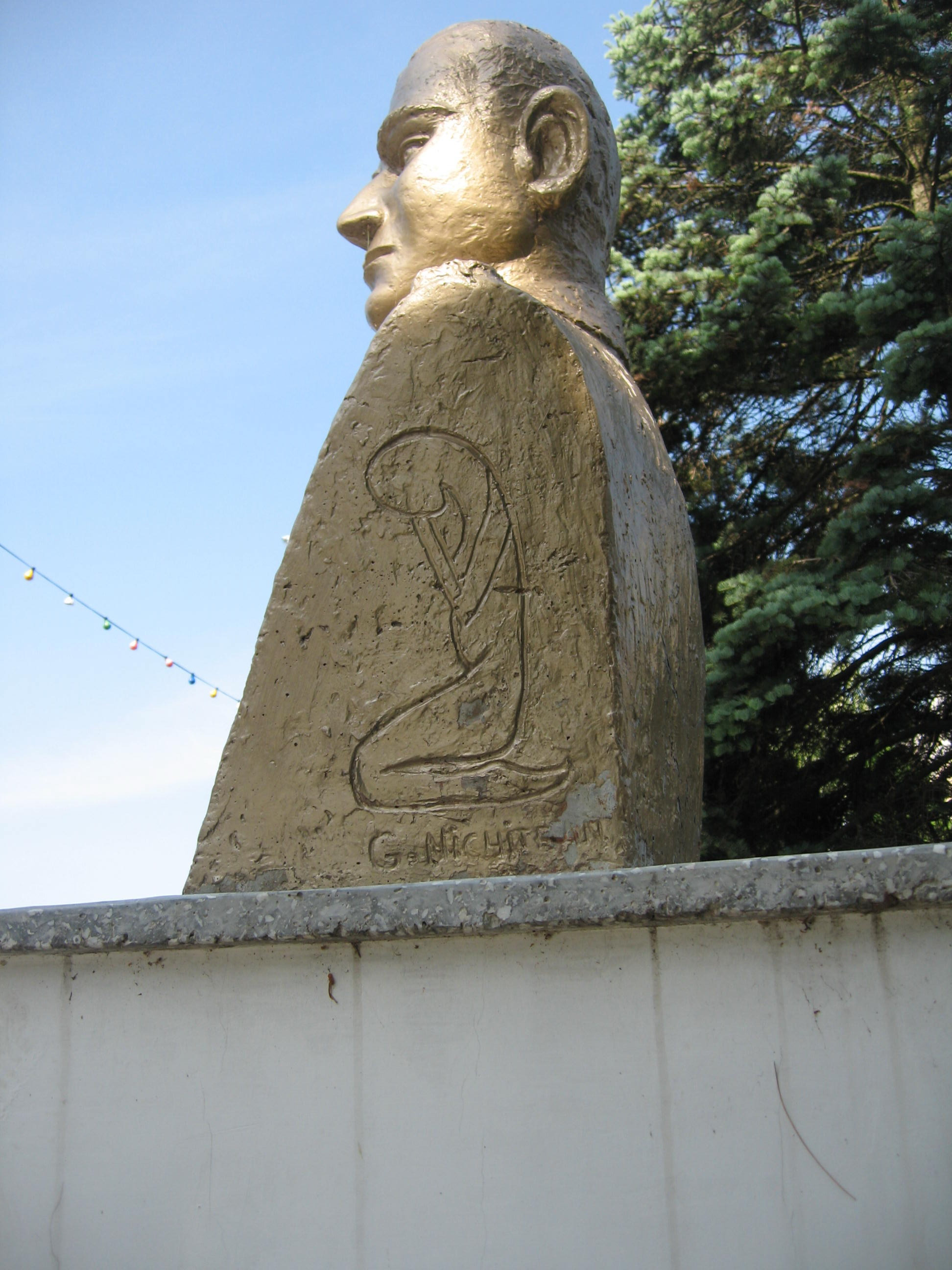
Bustul lui Gheorghe Flondor din Rădăuţi, privit din partea stângă. Se observă numele sculptorului şi imaginea sculpturii "Rugăciune".

Inițiativa ridicării acestui bust a aparținut Asociației Culturale "Flondor" din Rădăuți (condusă de profesorul Mihai Pânzaru), care se ocupă de cinstirea memoriei familiei Flondor. În anul 2002, Consiliul Local Rădăuți a dezbătut proiectul prezentat de Mihai Pânzaru. 
Bustul a fost realizat din bronz de către sculptorul ieșean Gavril Nichitean (n. 1932), costurile pentru realizarea lucrării, în valoare de 20 de milioane de lei vechi, fiind suportate de către Ana Pânzaru, soția profesorului . Adus la Rădăuți de către profesor, bustul a zăcut câțiva ani prin beciurile Primăriei din Rădăuți, ca urmare a faptului că administrația municipală nu a găsit fonduri pentru amplasarea bustului, din cauza bugetului auster și a altor priorități . 
Auzind de această inițiativă și ținând cont de faptul că Gheorghe Flondor a fost parlamentar PNL în perioada interbelică, Organizația PNL Rădăuți a sprijinit financiar lucrările de amplasare a bustului.
Bustul lui Gheorghe Flondor a fost amplasat în vecinătatea Primăriei municipiului Rădăuți, fiind dezvelit la data de 23 mai 2008, în prezența consulului general al României la Cernăuți, Romeo Săndulescu, a deputatului PNL Mihai Sandu-Capră, a primarului Mihai Frunză și a liderilor locali ai Organizației PNL . 
Pe partea stângă a bustului se află scrijelită în bronz imaginea sculpturii "Rugăciune", iar dedesubtul ei este înscris numele autorului (G. Nichitean).
Pe soclul bustului sunt amplasate două plăci de marmură. Pe cea de sus este scris: 

Gheorghe Flondor 

1892-1976 

Deputat și senator PNL de Rădăuți 

Rezident regal al Bucovinei. 
Pe placa de jos este scris Edificat de Asociația Flondor și Organizația PNL Rădăuți.